# Heinz Simmet
Heinz Simmet (22. listopadu 1944, Göttelborn – 31. ledna 2024) byl německý fotbalista, záložník.

## Fotbalová kariéra
Hrál za Borussii Neunkirchen, Rot-Weiss Essen a 1. FC Köln. V německé bundeslize nastoupil ve 419 utkáních a dal 55 gólů. V roce 1978 vyhrál s 1. FC Köln bundesligu a v letech 1968, 1977 a 1978 německý fotbalový pohár. V Poháru vítězů pohárů nastoupil v 10 utkáních, v Poháru UEFA nastoupil ve 36 utkáních a dal 5 gólů a ve Veletržním poháru nastoupil ve 14 utkáních. 

## Ligová bilance
| Ročník                                 | Zápasy | Góly | Klub                 |
| -------------------------------------- | ------ | ---- | -------------------- |
| Německá fotbalová Bundesliga 1964/1965 | 8      | 7    | Borussia Neunkirchen |
| Německá fotbalová Bundesliga 1965/1966 | 21     | 6    | Borussia Neunkirchen |
| Německá fotbalová Bundesliga 1966/1967 | 33     | 5    | Rot-Weiss Essen      |
| Německá fotbalová Bundesliga 1967/1968 | 31     | 3    | 1. FC Köln           |
| Německá fotbalová Bundesliga 1968/1969 | 34     | 0    | 1. FC Köln           |
| Německá fotbalová Bundesliga 1969/1970 | 31     | 5    | 1. FC Köln           |
| Německá fotbalová Bundesliga 1970/1971 | 34     | 1    | 1. FC Köln           |
| Německá fotbalová Bundesliga 1971/1972 | 34     | 2    | 1. FC Köln           |
| Německá fotbalová Bundesliga 1972/1973 | 34     | 8    | 1. FC Köln           |
| Německá fotbalová Bundesliga 1973/1974 | 34     | 4    | 1. FC Köln           |
| Německá fotbalová Bundesliga 1974/1975 | 34     | 7    | 1. FC Köln           |
| Německá fotbalová Bundesliga 1975/1976 | 34     | 2    | 1. FC Köln           |
| Německá fotbalová Bundesliga 1976/1977 | 34     | 4    | 1. FC Köln           |
| Německá fotbalová Bundesliga 1977/1978 | 23     | 1    | 1. FC Köln           |
| CELKEM Bundesliga                      | 419    | 55   |                      |